# 吉田日向
吉田 日向（よしだ ひゅうが、2006年〈平成18年〉10月13日 - ）は、日本の俳優、元子役。東京都八王子市出身。スターダストプロモーション制作1部所属。2018年より、米津玄師プロデュース、東京2020公認プログラム「〈NHK〉2020応援ソングプロジェクト」による応援ソング「パプリカ」を歌うユニット「Foorin」（フーリン）のメインボーカルを務めていた。第46回創作テレビドラマ大賞 「月食の夜は」にてドラマ初主演。第28回アジアテレビジョンアワード-最優秀賞に選ばれBest children’s programmeを受賞するなど、国内外で高い評価を得ている。 シアタークリエ・ミュージカル「HERO」にてミュージカル初出演、ネイト役を好演。

## 略歴
- 「"Best Kids オーディション2016"」に応募し、ファイナリストに選出された事をきっかけにスカウトされ、芸能事務所iLink株式会社に所属する。
- 2018年、米津玄師作詞・作曲・プロデュースによる、東京2020公認プログラムである「〈NHK〉2020応援ソング[2]」「"パプリカ"」を歌う五人組ユニット、「Foorin」（フーリン）[3]のオーディションに合格、メインボーカルに抜擢される。メンバー5人の選考も米津が行った。
- 2019年12月30日、第61回日本レコード大賞を史上最年少で受賞。
- 第69回、第70回、第71回NHK紅白歌合戦出場。
- 2019年、パプリカ関連のネット動画再生の合算が2億回再生を突破。その中でもFoorinのダンスバージョンのPVは1億5千回を突破(2019年12月付)
- 2020年1月期金曜ドラマ「病院で念仏を唱えないでください」に主演の伊藤英明の幼少期役に抜擢され、連続ドラマに初出演する。
- 2019年6月、8月、10月テレビ朝日ミュージックステーション、12月にはミュージックステーションスーパーライブに出演し大きな反響を呼ぶ。
- スターダストプロモーション制作1部に移籍。
- 2022年放送NHK朝ドラ「ちむどんどん」に島袋孝志役で出演し、その役柄から、パプリカのイメージとは真逆のイメージの演技が大きな話題となる。
- 2023年放送主演ドラマ「月食の夜は」が、第28回アジアテレビジョンアワード-青少年主人公の部-にノミネートされる。同部門へは日本から唯一のノミネートとなる。ノミネートを受け、オーディションで抜擢され初主演して難役ではあったが、役に対して真摯に向き合った姿勢が、中学生の主人公に見事に重なり、そのリアルな演技が作品の評価へ繋がった。と監督から言われた。
- 菱川勢一監督が撮り下ろした、上白石萌歌バージョンのパプリカショートムービーで、主役の3人の中の1人に、サッカー少年役として抜擢される。また、その完全版は短編映画「七転び八起きのピースサイン」としても作品化されYouTubeなどで公開されている。

## 人物
- タップダンスで世界中の人と踊るのが夢である[4]。
- 詩や文章を書くことが得意であり、小説や脚本を書くことも将来の目標である。
- 叔母の影響もあり、幼い頃より、チェッカーズ吉川晃司に憧れている[5]。
- 「Foorin」に選んだ理由として米津玄師は、「あまり染まってないところが魅力的に思えた。」「天然素材で無垢、ワイルドなところもあるし、歌い方もいぶし銀、声もいい。」などとインタビューで語っている[6]。
- 米津玄師への尊敬の念はとても深く、SNSなどでは彼のことを「お師匠」と表現している。
- 独自のファッションセンスにも定評があり、SNSなどでも度々コーディネートが紹介されている。
- 昭和の歌をこよなく愛していて、2度目のミュージックステーションに出演の際には、「この夏聞いた曲」として、チェッカーズの「ジュリアに傷心」をあげ、驚いた司会のタモリからの「いつから昭和の曲が好きなの？」という質問に、「2歳の頃から吉川晃司さんの曲を聞いていました」と解答した。
- 2020年オリンピック東京大会の聖火ランナーに応募し、福島県相馬市の馬陵公園内を走った。
- 米津玄師から「ひゅうがは永遠の荒削りの天然素材でいてほしい」と言われたことから、Foorin後の俳優活動でもそれを忘れず活動している

## 作品

### シングル
- <NHK>2020応援ソング「パプリカ」（2018年8月15日、ソニー・ミュージックレコーズ）[7]作詞・作曲・編曲 : 米津玄師 [-Foorin-ひゅうが]

## 受賞
- 第61回日本レコード大賞　大賞「パプリカ」
- 第28回アジアテレビジョンアワード-青少年主人公の部-ノミネート　主演ドラマ「月食の夜は」
- MTV Video Music Awards Japan 2019 特別賞-MTV Breakthrough Song-「パプリカ」

## 出演

### ドラマ
- 連続テレビ小説 ちむどんどん（NHK総合）- 島袋孝志 役
- 病室で念仏を唱えないでください（2020年1月17日 - 、TBS） - 松本照之（少年期） 役
- "Your story with" presents　スペシャルドラマ「With your smile」（2018年7月8日、BS日テレ）
- Hulu U35クリエイターズ・チャレンジ「鶴美さんのメリバ講座」（2022年2月、Hulu）
- 月食の夜は（2023年3月25日、NHK総合） - 主演・宮内駿 役[8]
- 刑事7人 Season9 第2話 - （2023年6月14日、テレビ朝日） - 焼津大地（少年期） 役
- 相棒 Season22 第17話「インビジブル」、第18話「インビジブル～爆弾テロ！最後のゲーム」（2024年2月21日・28日、テレビ朝日） - 本城卓 役
- ダブルチート 偽りの警官 Season1 第3話（2024年5月10日、テレビ東京） - 榊勇人 役

### テレビ

#### <NHK>2020応援ソングプロジェクト『パプリカ』 [Foorin]
- 第69回NHK紅白歌合戦 (NHK総合) -Foorin-ひゅうが[9]
- 第70回NHK紅白歌合戦 (NHK総合) -Foorin-ひゅうが
- 第71回NHK紅白歌合戦 (NHK総合) -Foorin-ひゅうが
- 第61回日本レコード大賞 (2019年12月、TBS系列)-Foorin-ひゅうが
- <NHK>2020応援ソング「パプリカ」メイキング篇 (2018年7月19日〜、NHK) -Foorin-ひゅうが[10]
- あさイチ (2018年7月24日・2020年5月19日、NHK総合) -Foorin-ひゅうが
- 内村五輪宣言! (2018年7月24日、NHK総合) -Foorin-ひゅうが[11]
- <NHK>2020応援ソング「パプリカ」ミュージックビデオ ダンス編 (2018年7月25日〜、NHK) -Foorin-ひゅうが[12]
- <NHK>2020応援ソング「パプリカ」ミュージックビデオ 世界観篇 (2018年7月25日〜、NHK) -Foorin-ひゅうが[13]
- みんなのうた (2018年8月〜9月、NHK) -Foorin-ひゅうが[9]
- Nコン (2018年10月7日、NHK Eテレ) -Foorin-ひゅうが[14]
- うたコン (2018年10月23日・2019年6月4日、NHK総合)-Foorin-ひゅうが
- <NHK>2020応援ソング「パプリカ」5分番組お知らせ編 (2018年12月18日〜、NHK Eテレ) -Foorin-ひゅうが
- 第7回明石家紅白！(2019年、NHK総合)
- みんなの卒業式(2020年、NHK総合)
- 沼にハマってきいてみた   「Foorin×伊奈学園吹奏楽部 ver.パプリカ」 (2019年3月20日、NHK Eテレ)Foorin-ひゅうが
- ごごナマ 「パプリカ令和バージョン」 (2019年5月1日、NHK総合)Foorin-ひゅうが
- みんなのうた「 パプリカショートムービー 」(2019年4〜5月、NHK総合,Eテレ)Foorin-ひゅうが,吉田日向
- ミュージックステーション (2019年6月14日・8月30日、10月18日、テレビ朝日系列)Foorin-ひゅうが
- ミュージックステーションスーパーライブ(2019年12月、2020年12月、テレビ朝日系列)Foorin-ひゅうが
- FNS歌謡祭(2019年、フジテレビ系列)Foorin-ひゅうが
- ベストヒット歌謡祭(2019年、読売テレビ系列)Foorin-ひゅうが
- ベストアーティスト2019・2020(2019年/2020年、日テレ系列)Foorin-ひゅうが
- THE MUSIC DAY 2019・2020(2020年9月、2021年7月、日本テレビ系列)Foorin-ひゅうが
- 音楽の日 (2021年7月、TBS系列)Foorin-ひゅうが
- CDTVライブ！ライブ！(2020年、2021年)Foorin-ひゅうが
- CDTVスペシャル！クリスマス音楽祭2019 Foorin-ひゅうが
- CDTVスペシャル年越しプレミアライブ 2019→2020 Foorin-ひゅうが
- NHK WORLD-JAPAN presents SONGS OF TOKYO Festival
- Foorin卒業特番「あしたにたねをまこう！LIVE」(2021年9月27日、NHK総合)

#### ■吉田日向
- その他の人に会ってみた(2020年、TBS系-日本一忙しい中学生パプリカメインボーカルに密着)
- バナナサンド(2020年、tbs系列)
- 音が出たら負け(2020年)
- ノンストップ! (2017年3月8日、フジテレビ系列) -少年役
- 明石家さんまの転職DE天職 (2017年4月30日、日本テレビ系列) -少年役
- ビビット (2017年9月26日、TBS系列) -熊川哲也-幼少期役
- 爆報! THE フライデー(2018年3月9日、TBS系列) -井川意高-幼少期役
- 笑っていいとも!(フジテレビ系列)
- 梅沢富美男のズバッと聞きます！瀬戸内寂聴ＳＰ(フジテレビ系列)
- ダイレクトテレショップ (テレビ大阪)
- 金曜ロードSHOW！(日本テレビ系列)

### 映画
- 旅猫リポート（2018年10月公開、三木康一郎監督）
- 短編映画 「七転び八起きのピースサイン」主役  (2019年、菱川勢一 監督)
- MIRRORLIAR FILMS Season2 「愛を、撒き散らせ」(2022年2月公開、志尊淳 監督)

### CM
- ガシャポン (2017年〜、BANDAI)
- セブンイレブン (2017年〜) -おにぎり100円セール
- グリーンジャンボ宝くじ (2017年) -侍出現篇
- NHK-BS (2017年) -BS契約周知スポット
- Qoo (2018年、コカ・コーラボトラーズジャパン)
- 明光義塾 -「分かったフリ」篇
- 花王「ハミングファイン」-お隣の奥さん 買い物篇

### ラジオ
- Tokyo FM「Monthly Artist File-THE VOICE-」（2023年8月15日）

### モデル
- 3can4on（2016年〜、WORLD.,CO.LTD） -WEB、店頭ポスターモデル
- Best kids オーディション (2016年)　-ファイナリストモデル
- サンリオextension Vol.3-ファッションショー (2017年)
- イエッテ（2018年、jette）-フリーペーパーモデル
- THE SHOP TK（2020年3月〜）-WEB

### イベント
- 東京2020 マスコットハウス クロージングイベント（2018年9月6日、東京ミッドタウン日比谷） -foorin-ひゅうが[15]
- Nスポ!（2018年9月15日、東京国際フォーラム） -foorin-ひゅうが
- Nコン-小学生の部-（2018年10月7日、NHKホール） -foorin-ひゅうが
- Nスポ!2018in名古屋（2018年10月13日、NHK名古屋放送センター） -foorin-ひゅうが
- NHK福岡スポーツフェスタ2018（2018年10月14日、NHK福岡放送局） -foorin-ひゅうが
- NHK静岡「ドラマチック!秋まつり」（2018年11月11日、NHK静岡放送局） -foorin-ひゅうが
- NHKコミュニティー・スクールin武蔵小杉（2019年1月26日、NHK横浜放送局主催）
- ふる食フェスティバル2019（2019年3月10日、NHK渋谷、代々木公園）
- NHK山形 スポーツ＆ホストタウンフェス（2019年3月17日、山形ビッグウイング）
- 東京2020 Let's 55 with 福島県（2019年3月24日、イオンモールいわき小名浜）
- 北海道胆振東部地震復興応援イベント「えがお咲く！ＮＨＫファミリーフェス」in 厚真町（2019年3月31日、厚真町スポーツセンター）
- 2019 NHKシクラメンパーク（2019年5月4日、NHK広島）
- Hanno Green Carnival 2019（2019年6月2日、トーベ・ヤンソンあけぼの子どもの森公園）
- NHK公開復興サポート明日へin相馬（2019年6月23日、スポーツアリーナ相馬）
- 東京2020大会1年前イベント「1Year to Go!フェスティバル」（2019年7月13日、横浜スタジアム）
- Nスポ-2019（2019年7月20日、渋谷ヒカリエ）
- ANA東京2020オリンピック・パラリンピック開幕1年前イベント（2019年7月23日 羽田空港）
- 日本ハムファイターズ・キッズドリームフェス（2019年8月7日、札幌ドーム）
- NHK!サマーフェス2019（2019年8月17日、NHK福島）
- パラスポーツフェスタ千葉（2019年8月31日、千葉ポートアリーナ）
- パラスポ！in大分（2019年10月27日、JR大分駅前　北口広場）
- 東京オリンピック聖火リレー（2021年4月、福島県相馬市馬陵公園）

### MV
- miracle2 from ミラクルちゅーんず!「天マデトドケ☆」

### 舞台
- 日本舞踊協会「大和草子寺子賑」（国立劇場）

### 新聞
- 読売新聞 (2018年8月25日、朝刊) -foorin-ひゅうが
- 読売中高生新聞 (2018年8月31日) -foorin-ひゅうが

### WEB
- ドラゴンクエストXI（2017年）-特別Web映像